# Eugène Bloch
Eugène Bloch (Soultz-Haut-Rhin, 10 giugno 1878 – 1944) è stato un fisico e docente francese.

## Biografia
Nacque il 10 giugno 1878 a Soultz-Haut-Rhin, in Alsazia. Suo padre, industriale tessile, vendette la fabbrica stabilendosi a Parigi per dare ai suoi due figli Léon e Eugène un'educazione francese. Eugène studia, dal 1897 al 1900, sia presso l'École normale supérieure, la fisica di Jules Violle, Marcel Brillouin e Henri Abraham, che alla Facoltà di Scienze dell'Università di Parigi dove frequentò i corsi di Gabriel Lippmann e Edmond Bouty, conseguendo nel 1899, la laurea in fisica e scienze matematiche. Nel 1904 ha frequentato il Laboratorio di Fisica della Ecole Normale Supérieure, conseguendo un Ph.D. nella scienza fisica per la ionizzazione in fosforescenza.
Nel 1906 divenne professore di fisica nella speciale classe matematica della scuola secondaria di Saint-Louis a Parigi, dove insegnò per undici anni. Oltre al suo lavoro di insegnamento, svolse attività di ricerca nel laboratorio di fisica dell'Ecole Normale Supérieure, in particolare sull'effetto fotoelettrico e sulla spettroscopia.
Nel 1908 completò gli studi, continuati sulla scia della sua tesi, dedicandosi all'effetto fotoelettrico. A differenza di Lenard, Bloch comprese l'importanza di distinguere i diversi colori, o lunghezze d'onda della luce, invece di utilizzare esclusivamente la luce bianca. I suoi esperimenti aiutarono a comprendere meglio l'interpretazione data da Albert Einstein nel 1905.
Nel 1925 sviluppò il primo spettrografo a rete concava, riflettente e sottovuoto, costruito in Francia, che consentiva di lavorare con i raggi ultravioletti fino a lunghezze d'onda di 20 nanometri. Fu in grado di compilare le tabelle delle lunghezze d'onda di trenta elementi chimici.

## Le leggi razziali
Nel 1940 Eugène Bloch fu licenziato a causa delle leggi anti-ebraiche promulgate dal governo di Vichy, per cui dovette lasciare l'Ecole Normale Superieure. Gli succedette Georges Bruhat. Passò clandestinamente nella "zona libera" dove trovò, in un laboratorio dell'Università di Lione, un rifugio creato nel 1941 dal Centro Nazionale della ricerca scientifica. Quando l'esercito tedesco invase la "zona libera", nel 1942, cercò di fuggire in Svizzera, ma non ne ebbe la possibilità, rifugiandosi, sotto falsa identità, sulle montagne della Savoia. La Gestapo riuscì però ad individuarlo, arrestandolo il 24 gennaio 1944, nella località di Allevard. Venne deportato dalla stazione di Bobigny, con il convoglio n° 69, il 7 marzo 1944.

## Opere
- Théorie cinétique des gaz ("Teoria cinetica dei gas"), éditeur Armand Colin 1921.
- Phénomènes Thermoioniques("Fenomeni termoionici"), éditions du Journal de Physique 1921.
- Enregistrement des signaux de TSF ("Registrazione dei segnali TSF"), 1921.
- L'ancienne et la nouvelle théorie des quanta ("La vecchia e nuova teoria quantistica"), éditions Hermann, 1930.